# 刘易斯·麦克古根
劉易斯·沙伊·麥古根（英語：Lewis Shay McGugan，1988年10月25日—）出生於英格蘭诺丁汉朗伊頓（Long Eaton），是一名職業足球運動員，司職正中場，出生於英冠球會諾定咸森林青訓系統，現時效力英冠球會沃特福德。他於2006年10月17日在英格蘭聯賽錦標擊敗基寧咸為球隊處子上陣。麥古根亦曾代表英格蘭在U17及U19級別參加國際賽。麥古根以其遠射能力而廣為人識。

## 生平

### 球會
諾定咸森林
2006/07年球季麥古根在盃賽上陣3場後，於2007年1月13日首次在聯賽亮相，於主場1-0擊敗伊奧維後補上陣。3月3日主場對哈德斯菲爾德，麥古根於開賽後僅12分鐘後補入替受傷離場的隊友，落場5分鐘後即在禁區邊射入個人首個一隊聯賽入球，最終諾定咸森林以5-1大勝對手。兩週後主場對基寧咸，麥古根於完場前5分鐘在離球門21碼主射自由球「灣」入網窩，1-0擊敗對手重撚諾定咸森林取得直接升班席位的機會。這記入球獲諾定咸森林球迷選為「年度金球」。諾定咸森林以第4位結束球季參加升班附加賽，但在準決賽兩回合累計4-5不敵伊奧維出局。
雖然麥古根因傷缺席2007/08年球季季初的賽事，其後尼尔·列农（Neil Lennon）因家事返回蘇格蘭而缺陣，麥古根獲徵召替補其席位，自此一直霸佔正選席位，尼尔·列农歸隊後亦只能屈居後備席。元旦日主場對哈德斯菲爾德，麥古根於完場前受傷補時射入奠勝球，協助大部分時間10人應戰的主隊絕殺對手，這是他在季中第4個入球，亦使他連續第二年獲選「年度金球」。2008年2月16日麥古根與諾定咸森林簽署三年半長約，留隊直至2011年。隨後麥古根鬧入球荒，直到球季結束前4仗才再射入3球，包括閉幕戰3-2擊敗伊奧維射入一記漂亮的自由球。由於同時比賽的升班競爭對手唐卡士打負於車頓咸，諾定咸森林獲得聯賽亞軍及直接升班英冠席位。
升班英冠的首個球季，麥古根在首兩場對雷丁和史雲斯均獲派正選上陣，對史雲斯賽後麥古根感到大腿劇痛，相信是季前撕裂股直肌一直未癒，預計需要缺陣一段時間。9月中麥古根的大腿患處再次掃瞄發現仍有撕裂，需要再缺陣6個星期。他一直養傷直到10月中才告復原，於1-2作客負於昆士柏流浪後補落場，隨即射入一記自由球慶祝復出。11月2日作客1-1賽和打比郡，麥古根下半場一記急燥的攔截遭紅牌驅逐離場。209年1月麥古根獲《獨立報》選為「英超以外20名最佳球員」的第16位。2009年3月時任諾定咸森林領隊比利·戴維斯（Billy Davies）批評隊中數名球員的生活及飲食習慣，更以麥古根過重為由於作客0-5負於般尼於賽事末段才派他上陣。
2009/10年球季麥古根於2009年8月18日首次在聯賽獲派正選上陣，於主場對屈福特，與對方門將史葛·路治爭奪高空球時遭撞裂颧骨，需要接受手術並再次於季初缺陣，預計最多6星期，痊癒後亦要戴保護面罩兩個月。由於受傷患困擾，麥古根整季只上陣22場，其中只有8場擔任正選，但仍取得4個入球，包括臨完場前射入1-1賽和卡迪夫城，其後於唐卡士打及普雷斯頓身上各取1球，另一球於季初在英格蘭聯賽盃對巴拉福特射入。
2010/11年球季麥古根逐漸回復狀態並取回正選席位，2010年9月14日麥古根作客對普雷斯頓梅開二度反勝2-1，他對上的一個入球正是對普雷斯頓取得，協助球隊自4月以來在各項賽事取得首場勝仗，更是自1960年节礼日後首次作客普雷斯頓獲勝；9月25日他在3-1擊敗史雲斯再度射入兩球；10月23日麥古根再炮製一記35碼遠程自由球直飛上角入網，為球隊鎖定2-0勝局，賽後獲領隊比利·戴維斯點名稱讚。麥古根的入球停不了，11月6日作客對屈福特再憑一記25碼自由球扳平1-1，近10場賽事射入8球；11月20日作客對領頭羊卡迪夫城，麥古根在禁區邊「灣」入先拔頭籌，結果2-0獲勝將對手拉下榜首。
沃特福德
2013年7月2日，英冠沃特福德簽入剛約滿諾定咸森林的麥古根，合約為期三年另沃特福德有選擇權延長多一年。

## 榮譽
諾定咸森林
- 英格蘭足球甲級聯賽亞軍：2007/08年（升班英冠）；

## 外部連結
- 足球数据库：劉易斯·麥古根的球员统计数据
- 沃特福德官網簡歷